# Matteo Luigi Canonici
Matteo Luigi Canonici (* 5. August 1727 in Venedig; † 1805 in Treviso) war ein italienischer Jesuit, Lehrer, Bibliophiler und Kunstsammler.

## Leben
Matteo Luigi Canonici war Sohn von Andrea und Margherita Rossi. Die Familie stammte aus Bologna, wo Canonici seine erste Ausbildung erhielt und am 15. Oktober 1743 sechzehnjährig in den Jesuitenorden eintrat. Während der ersten beiden Jahre seines Noviziats wurde Canonici von Antonio Massarini betreut.
Im Jahr 1746 begann Canonici, in Piacenza Rhetorik zu studieren, wo unter anderem der Philosoph Leonardo Cominelli zu seinen Lehrern zählte. Ebenfalls in Piacenza legte Canonici seine ersten Ordensgelübde ab und zog dann nach Ferrara, wo er am dortigen Jesuitenkolleg (heute: Palazzo di Giustizia) von 1746 bis 1748 Grammatik unterrichtete.
Das Jahr 1748 verbrachte Canonici in Bologna, wo er bei Lelio Antonio Arrighi, Cesare Calini und Enrico de Sarego Philosophie studierte. Es folgten einige Jahre in Parma, wo Canonici zunächst von 1751 bis 1753 "Humanistik" und von 1753 bis 1755 Rhetorik am Jesuitenkolleg San Rocco unterrichtete. Ab 1755 widmete sich Canonici selbst dem Studium und besuchte Vorlesungen in allgemeiner Theologie und Moraltheologie bei anerkannten Gelehrten seiner Zeit.
Im Jahr 1757 wurde Canonici mit dreißig Jahren zum Priester geweiht und verbrachte 1759 bis 1760 in Busseto das dritte Probejahr seines Noviziats. Bei seiner Rückkehr nach Parma wurde Canonici zum Direktor des Collegio dei Nobili ernannt und legte 1761 seine Ewige Profess ab.
Während seiner akademischen Tätigkeit in Parma hatte Canonici unter den Gelehrten der Stadt einige Bekannte gewonnen, darunter Herzog Karl III., und wurde schließlich als Nachfolger von Saverio Bettinelli in die Accademia degli Scelti gewählt. Doch Canonicis Tätigkeit in Parma fand ein jähes Ende, als 1767 die Jesuiten aus der Stadt vertrieben wurden und er einen bescheideneren Posten in Bologna annehmen musste. Auch diese Stelle verlor Canonici mit der Aufhebung des Jesuitenordens im Jahr 1773.
Als Canonici durch die Aufhebung seines Ordens zum Diözesanpriester geworden war, zog er nach Venedig und nahm dort in unregelmäßigen Abständen verschiedene Lehraufträge an.
Im Jahr 1798 wurde Canonici eingeladen, nach Parma zurückzukehren und dort die Leitung der Biblioteca Palatina zu übernehmen. Zögernd nahm er das Angebot an, gab die Leitung aber schon ein Jahr später wieder zurück und blieb bis zu seinem Ruhestand im Jahr 1803 ein einfacher Bibliothekar.
Canonici starb 1805 in den ersten Tagen des Monats September. Er hinterließ kein Testament, weshalb sein Besitz an seinen Bruder Giuseppe ging.

## Bibliothek und Kunstsammlung
Während seines Aufenthalts in Parma begann Canonici, eine Sammlung historischer Manuskripte, Medaillen und Münzen anzulegen, die Jean-Jacques Barthélemy, Antiquar des französischen Königs, bei seiner Italienreise in den 1750er Jahren bestaunte. Etwa zehn Jahre später wurde die Sammlung im Zuge der Vertreibung der Jesuiten aus dem Herzogtum Parma und dem Königreich Neapel konfisziert.
Im Zuge seiner Lehrtätigkeit in Bologna legte Canonici eine reichhaltige Sammlung an Sakralkunst an. Auf Wunsch seines Vorgesetzten, der das Sammeln von Kunstgegenständen als Widerspruch zum Armutsgelübde betrachtete, musste Canonici die Sammlung jedoch bald wieder an einen römischen Prinzen, vermutlich aus dem Geschlecht der Chigi, abgeben. Unter den Gemälden befand sich auch Antonio da Correggios Zingarella.
Die Auflösung seines Ordens im Jahr 1773 entband Canonici von seinen Pflichten gegenüber der Gemeinschaft, was für ihn die Erlaubnis zum intensiven Ausbau seiner Sammlung durch Ankauf und Tausch mit anderen Sammlern bedeutete. Im Jahr 1780 gelang es Canonici, einen großen Teil der Sammlung von Jacopo Soranzo (1686–1761) zu erwerben, darunter viele Manuskripte von Bernardo Trevisan (1652–1720). Insgesamt umfasste Canonicis Bibliothek rund 2000 gedruckte Bücher und über 4000 handgeschriebene Kodizes, von denen die meisten aus dem 14. und 15. Jahrhundert stammten und mit Miniaturen verziert waren.
Nach Canonicis Tod scheiterte der Versuch, die komplette Sammlung für die Biblioteca Nazionale Marciana in Venedig zu erwerben. Die Erben des Priesters verkauften anfangs nur die nicht-venezianischen Manuskripte für £5500 an die Bodleian Library, wo sie heute noch zu finden sind. Der Ankauf der Manuskripte im Jahr 1817 gilt als einer der größten Verdienste des damaligen Bibliotheksleiters Bulkeley Bandinel.
Die restlichen Manuskripte der Sammlung wurden erst 1835 an Rev. Walter Sneyd verkauft, der einen Teil davon schon 1836 wieder bei Sotheby’s versteigern ließ.

## Werke
- Proposizioni storico-critiche intorno alla vita dell’imperatore Costantino sostenute da Vincenzo Cigola bresciano. Filippo Carmignani, Parma 1760.
- Notizie storico-critiche concernenti all'arte degli antichi negli assedi e nella difesa delle piazze,pubblicate e difese dal conte Francesco Trotti padovano. Filippo Carmignani, Parma 1761.
- Descriptio collectionis iconum aere incisarum D. Comitis I. Durazzo. (Erstveröffentlichung: 1784 in 4°)